# Macintosh LC
O Macintosh LC foi designado, manufaturado e vendido pela Apple Inc. de 1990 a 1992. Ele era enviado dentro de um estojo pequeno recém-projetado e foi um dos primeiros Macs a vir com um microfone.
1. ↑  Tommie, Danny; Bridenstine, Stephen (21 de março de 2017). «"We're Just Small Little Circles Inside One Big Huge Circle"». University Press of Florida. Consultado em 6 de outubro de 2022